# Ostéoprotégérine

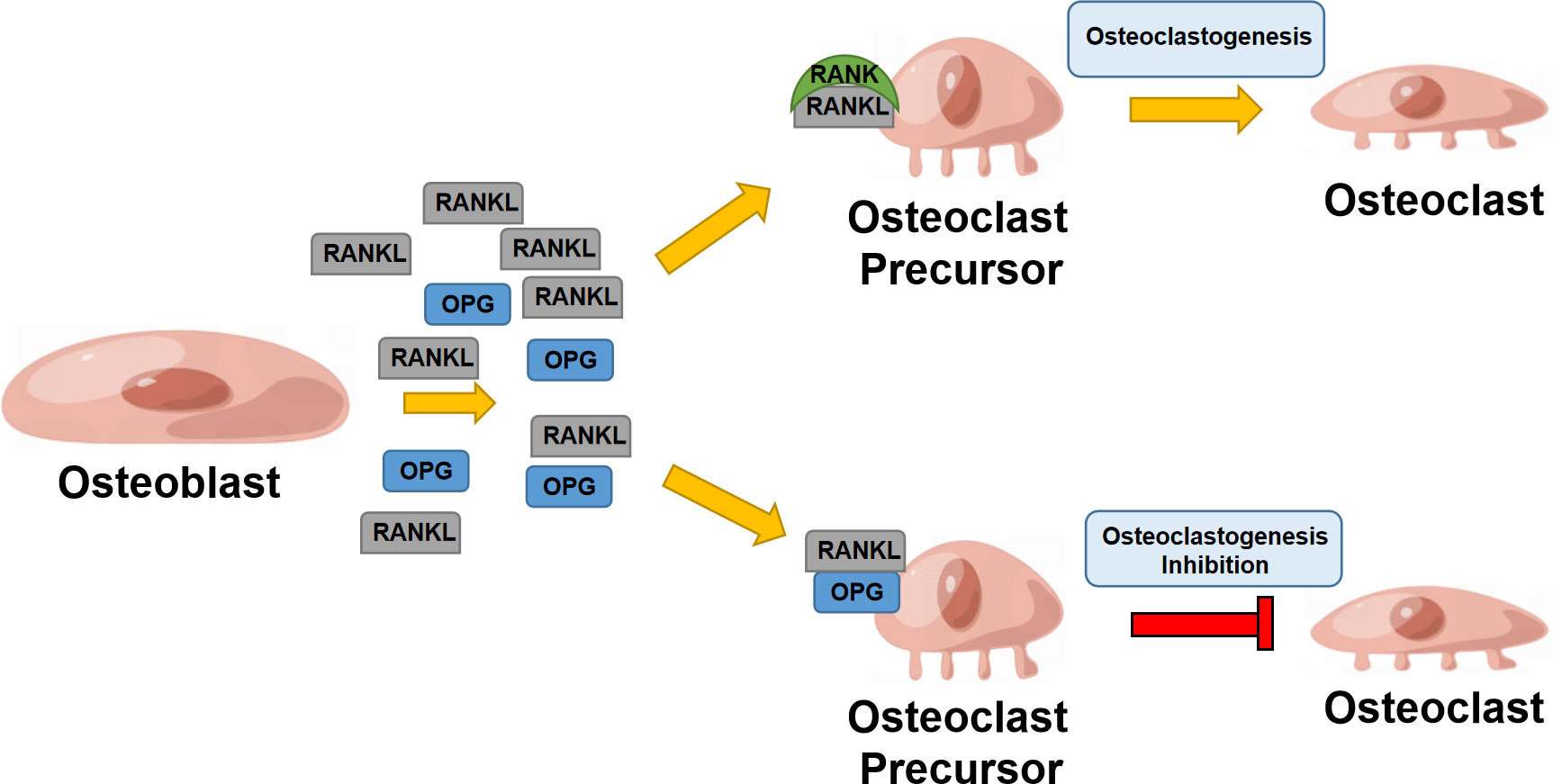
L'ostéoblaste sécrète la protéine RANKL qui se lie au récepteur RANK, permettant la maturation de l'ostéoclaste ; les ostéoblastes sécrètent également de l'ostéoprotégérine, empêchant la liaison de RANKL à RANK et inhibant la maturation de l'ostéoclaste.

Pour les articles homonymes, voir OPG.
L'ostéoprotégérine, abrégée par le sigle OPG, est un récepteur soluble qui se lie à RANK-ligand (RANKL), une molécule produite par les ostéoblastes . La liaison RANKL-RANK engendre la différenciation des ostéoclastes. Lorsque l'ostéoprotégérine se lie à RANKL, elle bloque l’interaction de celui-ci avec le récepteur RANK, interaction responsable de la différenciation et de l'activation des ostéoclastes. L'ostéoprotégérine induit par le fait même l'apoptose des ostéoclastes. L'ostéoprotégérine est donc un puissant inhibiteur de la résorption osseuse (qui est promue par les ostéoclastes).
- Ce système à trois acteurs constituerait la voie finale commune de modulation de la résorption osseuse par de multiples facteurs locaux et systémiques ;
- Ce système joue aussi un rôle dans les interactions des cellules immunitaires : survie et l'apoptose des cellules dendritiques, activation des lymphocytes B et production d’anticorps ;
- L'impact thérapeutique potentiel de l'ostéoprotégérine  dans les pathologies où il existe une hyperrésorption osseuse fait actuellement l'objet de nombreux travaux chez l'animal.

L’ostéoprotégérine appartient à un système de molécules dérivées du tumor necrosis factor (TNF) et de ses récepteurs. Ces molécules, RANK (Receptor Activator of NF-kB), RANKL (RANK-ligand) et l'ostéoprotégérine ont un rôle clé dans la différenciation et l'activation des ostéoclastes. L'originalité de ce système tient au fait qu'il constitue une voie finale commune à de nombreux facteurs de régulation de la résorption osseuse.
L’œstrogène stimule la production d'ostéoprotégérine; une diminution de la production d’œstrogène lors de la ménopause est donc corrélée à une résorption osseuse.